# Baie de Soufrière (Sainte-Lucie)
Ne doit pas être confondu avec Baie de Soufrière.
La baie de Soufrière est une baie de Sainte-Lucie située à Soufrière.

## Géographie
Le fleuve Soufrière se jette dans la baie de Soufrière, à Soufrière, en mer des Caraïbes. 

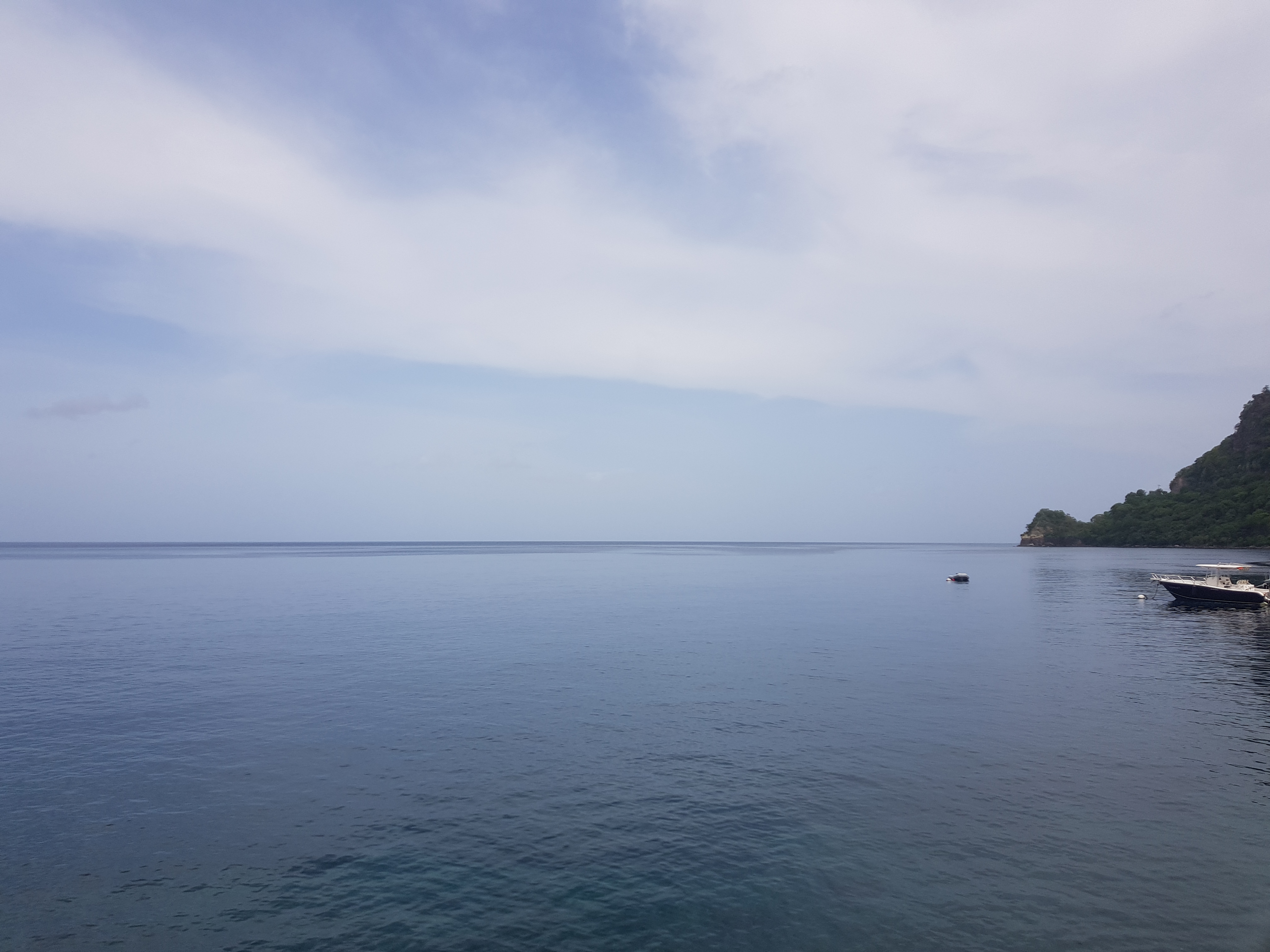
Baie de Soufrière et Rachette Point